# 丑狼綿鳚
丑狼綿鳚，為輻鰭魚綱鱸形目绵鳚亞目绵鳚科的魚類，分布於西北太平洋區的鄂霍次克海海域，屬底棲性魚類，棲息深度在水深100-330公尺。

## 扩展阅读
維基物種上的相關：丑狼綿鳚